# Gilbertolus alatus
Gilbertolus alatus är en fiskart som först beskrevs av Steindachner, 1878.  Gilbertolus alatus ingår i släktet Gilbertolus och familjen Cynodontidae. Inga underarter finns listade i Catalogue of Life.